# David Apiarius
David Apiarius (* um 1555 in Bern) war ein Schweizer Buchdrucker.

## Leben
David Apiarius, Nachkomme einer deutschstämmigen Buchdruckerfamilie in der Schweiz, wirkte als Buchdrucker in Bern, Basel und Frankfurt am Main. Er war der Sohn des in Bern wirkenden Buchdruckers Siegfried Apiarius und der Klara Wäber. Im Jahr 1582 ist Apiarius noch in Bern erwähnt, im selben Jahr allerdings auch in Basel, von wo ein einziger Druck unter seinem Namen bekannt ist.
Anfang des Jahres 1584 ist er in Frankfurt am Main nachgewiesen als Vater eines im selben Jahr geborenen und am 9. Februar getauften Kindes, das er mit der Ehefrau des Buchdruckers Hans Schmidt unehelich gezeugt hatte.